# Bataille de Cúcuta
Campagne Admirable
(Guerre d'indépendance du Venezuela)
Batailles
m
- Cúcuta
- Agua Obispo
- Niquitao
- Los Horcones
- Taguanes

La bataille de Cúcuta est livrée le 28 février 1813 pendant la guerre d'indépendance de la Colombie. Ce fut une victoire symbolique importante pour le moral des troupes de Simón Bolívar qui les inspira lors de leurs combats contre les troupes espagnoles au Venezuela.
La victoire bolivarienne amena la libération de Cúcuta, une des plus importantes cités de la Colombie et marqua le début de la « Campagne Admirable », à l'issue de laquelle l'ouest du Venezuela fut libéré.

## La bataille

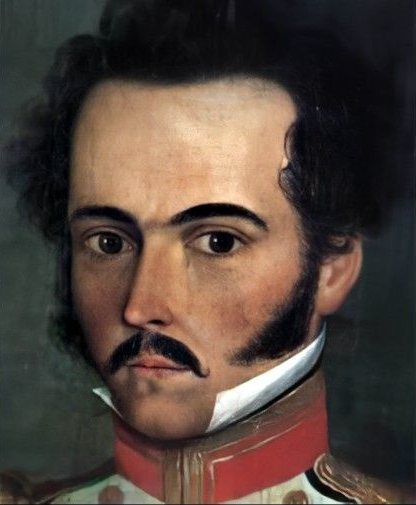
Bolívar en 1812.

La bataille commença à neuf heures trente du matin et se termina à midi. Quatre cents hommes sous le commandement de Bolívar affrontèrent les huit cents Espagnols sous les ordres du général Ramón Correa (es). Il y eut deux tués et 14 blessés dans les rangs bolivariens et 20 morts et 40 blessés parmi les troupes de Ramón Correa.
Simón Bolívar lança une attaque contre les Espagnols sur la rive orientale de la rivière Magdalena, sa campagne se terminant par une victoire qui lui permit de chasser les forces royalistes de la vallée de Cúcuta.
Le 28 février 1813, dimanche de Carnaval en Colombie, le général Correa s'était rendu à l'église tandis qu'à l'aube les forces de Bolívar s'étaient déployées sur les collines dominant à l'ouest Villa de San José de Cúcuta. Le général Correa, apprenant ce fait, fit une sortie en vue de chasser les troupes bolivariennes de leurs positions. Une force d'une centaine de fantassins tenta une attaque sur le flanc droit de Bolívar mais un changement rapide de positions déjoua la manœuvre. Il y eut de violents combats pendant toute la journée et la bataille dura quatre heures avant qu'une décision n'intervint. Au début de l'après-midi, Bolívar ordonna une charge à la baïonnette qui balaya les troupes du général Correa du champ de bataille. Les troupes décimées se retirèrent vers San Antonio del Táchira. Simón Bolívar entra en vainqueur à Cúcuta à la tête de ses troupes et, dans le quartier général de Correa tombé entre ses mains, le caudillo indépendantiste salua leur victoire, à la grande joie des indépendantistes qui n'hésitèrent plus à coopérer ouvertement avec lui.
À la suite de cette victoire, Bolívar avança jusqu'à Mérida, qu'il prit pacifiquement, après la fuite des autorités royalistes prévenues de son arrivée imminente. C'est lors de cette entrée triomphale qu'on lui attribua pour la première fois le titre de Libertador, par décision du Cabildo de Mérida.

## Le récit de la bataille selon Bolívar
« Après l'arrivée de mon quartier-général de San Cayetano des équipements et échelon arrière et de cent vingt-six hommes de l'Union aux ordres des capitaines Uscátegui et Ramirez, nous poursuivîmes notre agenda  (hier (rivière Zulia)), et à l'aube de ce jour marchâmes sur la capitale Villa de Cúcuta et le quartier général de l'ennemi.

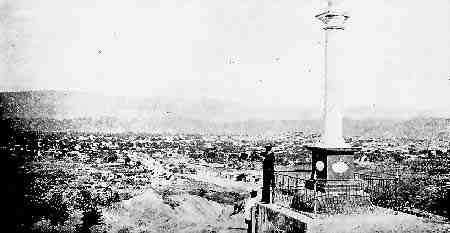
Le Mémorial de la bataille de Cúcuta, photographié en 1910.

Il n'était pas neuf heures quand nous nous emparâmes des hauteurs dominant la vallée, à partir desquelles nous commençâmes à chasser l'ennemi posté à l'extérieur de Villa, par des tirs de canon depuis le sommet de la montagne. Dès notre arrivée, un parti de 100 hommes tenta de nous prendre à revers à notre droite, mais ce fut vain car nos mouvements mirent fin à son projet. L'ennemi modifia sa manœuvre et s'empara des hauteurs se trouvant à notre gauche, d'où il fut vivement refoulé avec d'importantes pertes dont son chef.
Entretemps mon centre, aux ordres du colonel José Félix Ribas, accabla d'un feu nourri l'ennemi qui se défendait avec une obstination aveugle, lui gagnant le terrain mètre par mètre et le contraignant sans cesse à se replier sur de nouvelles positions qu'il défendait de tous les moyens de son infanterie et avec toute son artillerie et sa cavalerie.
Voyant que nos soldats redoublaient de bravoure à mesure que le péril grandissait, j'ordonnai au colonel Ribas et au reste de la troupe de prendre d'assaut Villa et la lice. Cela fut vivement mené malgré le feu roulant qui nous accablait, aussi bien de canonnade que de mousqueterie, en avançant pas à pas ; et, fatigués par quatre heures de combats, nous entrâmes baïonnettes au canon, ayant épuisé les munitions de cavalerie.
L'ennemi fut pris à ce moment de terreur panique, s'échappant précipitamment (sic), laissant en notre pouvoir artillerie, équipements, fusils, nourriture et toutes sortes d'équipements appartenant au gouvernement espagnol et à ses acolytes.
Nous avons remporté la plus complète victoire, prenant possession de cette place forte et des florissantes vallées environnantes qu'il oppressait, lui tuant ou lui blessant de nombreux soldats et officiers, en ce compris le commandant Strap lui-même, évacué du champ de bataille vilainement blessé à la tête, au prix de pertes sans proportions pour nous, n'ayant à déplorer que la mort de deux hommes et 14 blessés, parmi lesquels le vaillant lieutenant des troupes de l'Union, le citoyen Shell. Tous nos soldats et officiers se sont couverts de gloire, en particulier le colonel Ribas, qui fut envoyé à l'avant-garde de toutes les troupes et à qui la mère-patrie doit une grande part de sa gloire en ce jour ; de même se distinguèrent le grand Narvárez, le capitaine Vidal, commandant l'arrière ; le capitaine Linen Ramirez, commandant les troupes de Pamplona ; le commandant de l'avant-garde, l'héroïque citoyen Pedro Guillen ; Ribón son assistant ; et pour éviter une longue énumération je dirai en un mot que tous, jusqu'au dernier soldat, ont droit à cet hommage. L'ennemi ne nous a pas fait reculer d'un pas, malgré sa supériorité en artillerie et cavalerie et ses positions dans Villa. »